# Wilhelm Wirth

Wirth als Abiturient in Bayreuth, 1894

Wilhelm Wirth (* 26. Juli 1876 in Wunsiedel; † 13. Juli 1952 in Amberg) war deutscher Psychologe. Er gilt als ein Wegbereiter der experimentellen Psychologie und Psychophysik.

## Leben
Wirth war ein Sohn des Gymnasiallehrers Johann Christian Wirth und wuchs in Bayreuth auf, wo er das Gymnasium besuchte. Er studierte ab 1894 Jura an der Ludwig-Maximilians-Universität München. Ab dem dritten Semester wechselte er zum Hauptfach Philosophie und belegte nebenbei Mathematik und Physik für das höhere Lehramt. Nach dem Besuch des III. Internationalen Kongresses für Psychologie 1896 in München, der experimentalpsychologisch ausgerichtet war, spezialisierte sich Wirth in dieser Richtung.
1898 wurde er in München promoviert. Nach einem Studienaufenthalt in Leipzig bot ihm Wilhelm Wundt eine Assistentenstelle an. Wirth habilitierte sich 1900 mit der Arbeit Der Fechner-Helmholtz'sche Satz über negative Nachbilder und seine Analogien. Von 1903 bis 1945 gab er das Archiv für die gesamte Psychologie, ab 1926 die Psychological Abstracts (mit) heraus. Zusammen mit anderen Forschern gründete er 1902 die Gesellschaft für experimentelle Psychologie. 
Wirth wurde 1908 Professor an der Universität Leipzig. In dieser Zeit entstanden Wirths Hauptwerke, die Bewusstseinsphänomene und die Methoden der experimentellen Psychologie. Sein Forscherziel war, exakt messbare Reize und eindeutig verabredete willkürliche Verhaltensweisen zwischen Experimentator und Versuchsperson als Grundlage einer allgemeingültig vergleichenden Situation des Bewusstseins zu gewinnen. 1938 definierte er: „Das gesamte Wissen von quantitativ faßbaren Gesetzmäßigkeiten seelischer Leistungen gegenüber der Außenwelt kann als Psychophysik im engeren Sinn bezeichnet werden.“ Ab 1926 hatte sich für Wirth die Genauigkeit der Koordination zwischen optischer Wahrnehmung und subjektiver Bewegung herauskristallisiert.
1933 unterzeichnete er das Bekenntnis der Professoren an den deutschen Universitäten und Hochschulen zu Adolf Hitler. 1935 begann er im Auftrag der Wehrmacht, Apparate zur Einübung des Zielens zu entwickeln. 1940 trat er in die NSDAP ein. 1943 zerstörte ein Luftangriff Seminar und Privatwohnung Wirths total. 68-jährig stellte Wirth Antrag auf Emeritierung und siedelte mit seiner Familie nach Bayern über. Er ist in Bayreuth begraben.

## Science-Fiction-Schriftsteller
Wilhelm und sein älterer Bruder Heinrich Johann Wirth waren Science-Fiction-Schriftsteller. 1889, als Heinrich 16 und Wilhelm 13 Jahre alt waren, verfassten sie das Werk Vom Saturn zum Ring. Die Autoren illustrierten ihre Geschichte eigenhändig. Die Visionen der beiden von „Romanopolis“ fortschrittsbegeisterten Gymnasiasten, der von New York inspirierten Hauptstadt des „Termenischen Reiches“ mit ihren Brücken, Hochhäusern und Schnellbahnen wirken wie ein Vorgriff auf die 1920er Jahre auf Zeichnungen von Frank R. Paul oder den Filmsets von Fritz Langs Metropolis. Die Bilder der astronomischen Phänomene stimmen exakt in Größe, Konstellation und Schattenkonturen. Die Brüder Wirth wollten die Schönheiten der Himmelserscheinungen im Saturn-Ring-System erschließen.
2002 veranstaltete die Phantastische Bibliothek Wetzlar die Ausstellung Planetenstädte, die die Originalbilder erstmals öffentlich zeigte. Auch die Ausstellung Architektur, wie sie im Buche steht im Architekturmuseum der TU München von Dezember 2006 bis März 2007 würdigte das Werk der Brüder, ebenfalls im Katalog dazu.

## Auszeichnungen
- Mitglied der Psychologischen Gesellschaft der Sorbonne-Universität in Paris
- Ehrendoktor Nationale und Kapodistrias-Universität Athen
- Mitglied der Deutschen Akademie der Naturforscher Leopoldina Halle (seit 1938)

## Schriften
- Der Fechner-Helmholtz'sche Satz über negative Nachbilder und seine Analogien. Teil 1: Philosophische Studien Nr. 16, 1900, S. 465–567; Teil 2: Nr. 17, 1901, S. 311–430; Teil 3:  Nr. 18, 1903, S. 563–686.
- Zur Theorie des Bewusstseinsumfanges und seiner Messung. Philosophische Studien 20, 1902, S. 487–669.
- Das Spiegeltachistoskop. Philosophische Studien 18, 1903, S. 687–700.
- Ein neuer Apparat für Gedächtnissversuche mit sprungweise fortschreitender Exposition ruhender Gesichtsobjecte. Philosophische Studien 18, 1903, S. 701–714.
- Die experimentelle Analyse der Bewußtseinsphänomene. Braunschweig 1908.
- Psychophysik: Darstellung der Methoden der experimentellen Psychologie., in: R. Tigerstedt (Hg.): Handbuch der physiologischen Methodik, Dritter Band, Zweite Hälfte: Zentrales Nervensystem, Psychophysik, Phonetik Hirzel, Leipzig 1912.
- Kleine Mitteilungen: Ein Demonstrationsapparat für Komplikationsversuche. Psychologische Studien 8, 1913, S. 474–483.
- Über den Anstieg der inneren Tastempfindung. Nach Versuchen von J. Hermann bearbeitet (mit Otto Klemm). Psychologische Studien 8, 1913, S. 485–496.
- Unserem großen Lehrer Wilhelm Wundt in unauslöschlicher Dankbarkeit zum Gedächtnis (mit zwei Bildtafeln). Archiv für die gesamte Psychologie 40, 1920, S. I-XVI.
- Wie ich zur Philosophie und Psychologie kam. Eine entwicklungspsychologische Studie. Archiv für die gesamte Psychologie 80, 1931, 452–510.
- Autobiographischer Beitrag zu „A History of Psychology in Autobiography“, in: Carl Murchison (Hg.), The International University Series in Psychology, Worcester 1936, S. 283–327.
- Die Bedingungen der Genauigkeit psychologischer Leistungen. Vortrag bei der Kaiserlichen  Akademie der Naturforscher in Halle a. S. am 20. Mai 1938, in: E. Abderhalden (Hg.), Nova acta Leopoldina. NF Bd. 6, Nr. 35, S. 41–80.